# Гипсу
Гѝпсу (на гръцки: Γύψου; на турски: Akova) е село в Кипър, окръг Фамагуста. Според статистическата служба на Северен Кипър през 2011 г. селото има 704 жители.
Де факто е под контрола на непризнатата Севернокипърска турска република.